# Cesanese di Affile
Cesanese di Affile DOC oder einfach Affile DOC ist ein italienischer Rotwein aus der Metropolitanstadt Rom in der Region Latium, der seit 1973 eine „kontrollierte Herkunftsbezeichnung“ (Denominazione di origine controllata – DOC) besitzt, die zuletzt am 7. März 2014 aktualisiert wurde.

## Anbau
Angebaut wird er in den Gemeinden Affile, Roiate und in Teilen der Gemeinde Arcinazzo, die alle in den Monti Affilani liegen.

## Erzeugung
Der Cesanese di Affile wird zu 90–100 % aus der Rebsorte Cesanese d’Affile hergestellt. Höchstens 10 % andere rote Rebsorten, die für den Anbau in der Region Latium zugelassen sind, dürfen zugesetzt werden. Der Wein wird auch in den Weintypen „dolce“ (süß) und „Riserva“ angeboten.

## Beschreibung
(Laut Denomination):

### Cesanese di Affile oder Affile
- Farbe: rubinrot mit violetten Reflexen; bei „Riserva“ Tendenz zu granatrot
- Geruch: zart, charakteristisch
- Geschmack: trocken, weich, harmonisch
- Alkoholgehalt: mindestens 12,5 Vol.-%, für „Riserva“ mind. 13,0 Vol.-%
- Säuregehalt: mind. 4,5 g/l
- Trockenextrakt: mind. 22,0 g/l, für „Riserva“ mind. 26 g/l

### Cesanese di Affile dolce oder Affile dolce
- Farbe: lebhaftes Rot mit purpurfarbenen Reflexen
- Geruch: zart, charakteristisch
- Geschmack: trocken, weich, harmonisch
- Alkoholgehalt: mindestens 9,0 Vol.-%
- Säuregehalt: mind. 4,5 g/l
- Trockenextrakt: mind. 22,0 g/l
- Gesamtzuckergehalt: höher als 45 g/l